# Amtsgericht Schwarzenberg
Das Amtsgericht Schwarzenberg war ein Gericht der ordentlichen Gerichtsbarkeit und ein Amtsgericht in Sachsen mit Sitz in Schwarzenberg/Erzgeb.

## Geschichte
In Schwarzenberg bestand bis 1879 das Gerichtsamt Schwarzenberg als Eingangsgericht. Im Rahmen der Reichsjustizgesetze wurden 1879 im Königreich Sachsen die Gerichtsämter aufgehoben und Amtsgerichte, darunter das Amtsgericht Schwarzenberg, geschaffen. Der Gerichtssprengel umfasste Schwarzenberg mit Altvorwerk, Ottenstein und Neuanbau sowie vorderem und hinterem Henneberg und Vorwerken, Beierfeld mit dem Hüttenwerke Silberhoffnung, Bermsgrün mit Antonsthal, Jägerhaus am Ochsenkopf, Menschenfreunde und weißem Hirsch, Bernsbach mit Oberpfannenstiel und neuer Sorge, Bockau mit Conradswiese, Crandorf mit Niederglobenstein (anteilig), Erla mit Hammerwerk Rosenthal, Förstel, Großpöhla mit dem Hammerwerk neue Hütte, Sonneberg, Niederglobenstein (anteilig), Siegelhof und Viehtritthäusern, Grünhain, Grünstädtel, Haide, Hammer-Rittersgrün mit Gänsegrund (anteilig), Hammerberg (anteilig) und den ehemaligen Hammerwerken Arnolds- und Rothenhammer, Kleinpöhla mit Pfeilhammer, Langenberg mit Raschauer Häusern, Lauter mit Gemeindehain und Hänflichberg, Markersbach, Mittweida mit Obermittweida und Pöckelgut, Neuwelt, Oberrittersgrün mit Ehrenzipfel, Hammerberg (anteilig), Gänsegrund (anteilig), Rockstrohgut und Vogelberg, Obersachsenfeld, Raschau mit den Gruben Gottesgeschick, Allerheiligen etc., Tellerhäuser, Unterrittersgrün mit Oberglobenstein und den Berghäusern, Untersachsenfeld, Unterscheibe, Waschleithe mit Graul und Mühlberg, Wildenau sowie den Bermsgrüner, Bockauer, Crandorfer, Großpöhlaer, Lauterer und Mittweidaer Forstrevieren. Das Amtsgericht Schwarzenberg war eines von 16 Amtsgerichten im Bezirk des Landgerichtes Zwickau. Der Amtsgerichtsbezirk umfasste danach 27.431 Einwohner. Das Gericht hatte damals zwei Richterstellen und war ein mittelgroßes Amtsgericht im Landgerichtsbezirk.
Mit den Durchführungsbestimmungen zur Vereinfachung der Gerichtsorganisation im Land Sachsen vom 28. Mai 1951 zur Verordnung vom 5. Mai 1951 wurden das Amtsgericht Schwarzenberg zum Zweiggericht heruntergestuft. Im Jahre 1952 wurden das Amtsgericht Schwarzenberg in der DDR aufgehoben und das Kreisgericht Schwarzenberg an seiner Stelle neu geschaffen. Gerichtssprengel war nun der Kreis Schwarzenberg.

## Gerichtsgebäude

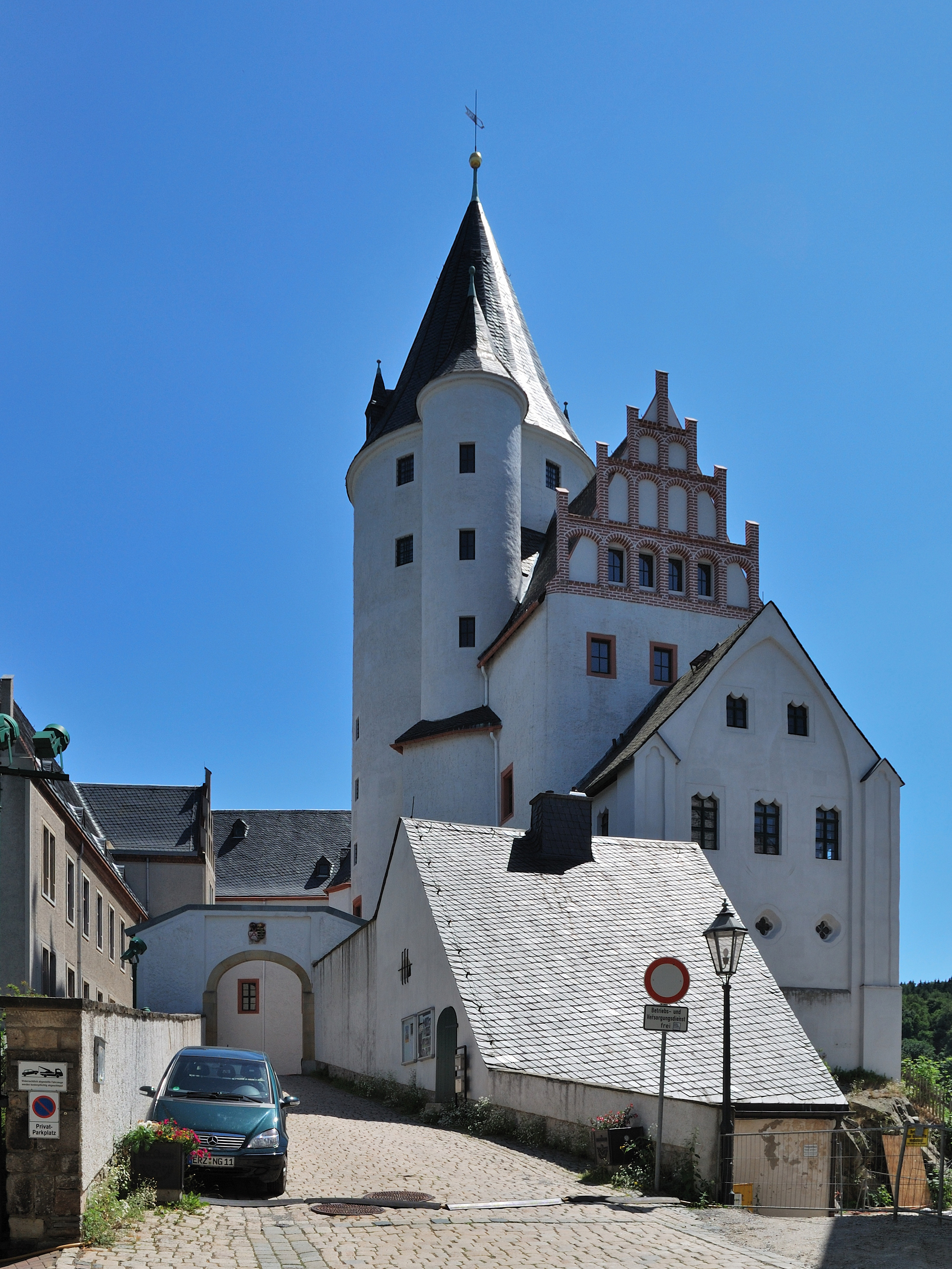
Ehem. Gerichtsgebäude (2010)

Das Amtsgericht nutzte das Schloss Schwarzenberg als Amtsgerichtsgebäude. Es ist ortsgeschichtlich und baugeschichtlich von Bedeutung und steht daher unter Denkmalschutz.